# 长山余热鱼苗繁殖场
长山余热鱼苗繁殖场是中华人民共和国吉林省松原市前郭尔罗斯蒙古族自治县下辖的一个类似乡级单位。

## 行政区划
下辖以下地区：
长山余热鱼苗繁殖场虚拟生活区。